# Autonoom Syndicaat van Treinbestuurders
Het Autonoom Syndicaat van Treinbestuurders is een Belgische vakbond die de treinbestuurders en rangeerbestuurders bij de NMBS vertegenwoordigt. 
De vakbond is opgericht in 2001 en na een lange juridische strijd moest de NMBS deze organisatie in 2010 aanvaarden als "Aangenomen Syndicale Organisatie". ASTB-SACT mag niet zetelen in de paritaire beslissingsorganen binnen de NMBS, maar heeft verder wel alle syndicale rechten als de "Erkende Syndicale Organisaties". Sinds de eerste sociale verkiezingen bij de Belgische Spoorwegen heeft ASTB verkozenen in de Comités voor Preventie en Bescherming op het Werk (PBW).
ASTB heeft in november 2022 een 48-urenstaking georganiseerd, die loopt van 30/11/2022 om 3.00 tot 2/12/2022 om 3.00.